# DBL Play-offs MVP
De DBL Play-Offs MVP is een individuele basketbalprijs in de Nederlandse Dutch Basketball League die ieder jaar wordt uitgereikt aan de beste speler in de play-offs, de beslissende fase in het seizoen. De prijs werd voor het eerst uitgereikt in het seizoen 2004/05, aan Joe Spinks van Demon Astronauts. In het seizoen 2013/14 werd de prijs nieuw leven ingeblazen.

## Winnaars
| Seizoen | Nat.                      | Naam              | Pos. | Club                   | Stad             | Ref.  |
| ------- | ------------------------- | ----------------- | ---- | ---------------------- | ---------------- | ----- |
| 2004–05 | Vlag van Verenigde Staten | Joe Spinks        | SG   | Demon Astronauts       | Amsterdam        |       |
| 2013–14 | Vlag van Nederland        | Arvin Slagter     | G    | GasTerra Flames        | Groningen        | [ 1 ] |
| 2014–15 | Vlag van Verenigde Staten | Brandyn Curry     | PG   | SPM Shoeters Den Bosch | 's-Hertogenbosch | [ 2 ] |
| 2015–16 | Vlag van Verenigde Staten | Lance Jeter       | PG   | Donar Groningen        | Groningen        | [ 3 ] |
| 2016–17 | Vlag van Verenigde Staten | Chase Fieler      | PF   | Donar Groningen        | Groningen        | [ 4 ] |
| 2017–18 | Vlag van Verenigde Staten | Brandyn Curry     | PG   | Donar Groningen        | Groningen        | [ 5 ] |
| 2018-19 | Vlag van Canada           | Kaza Kajami-Keane | SG   | Landstede Basketbal    | Zwolle           | [ 5 ] |
| 2020-21 | Vlag van Nederland        | Worthy de Jong    | SG   | ZZ Leiden              | Leiden           |       |